# جهاز المناعة العيني

رسم توضيحي للعين البشرية

يحمي جهاز المناعة العيني العينَ من العدوى والالتهابات، وينظم عملية التئام جروح العين في حالة وقوع إصابات. تفتقر المنطقة الداخلية من العين إلى الأوعية اللمفاوية، ولكنها غنية بالأوعية الدموية. يوجد العديد من الخلايا المناعية في العنبية وتحتوي على الخلايا الأكولة الكبيرة، والخلايا المتغصنة، والخلايا الصارية. تلك الخلايا لها القدرة على معالجة الالتهابات التي تصيب العين من الداخل، وتظهر تلك الالتهابات في صورة التهاب شبكة العين، أو التهاب العنبية.
تحتوي قرنية العين على نسيج مناعي مميز جدًا، فتعرضها الدائم للعالم الخارجي (خارج جسم الإنسان) يجعلها عرضة للعديد من الميكروبات.
وتعد القرنية نسيجًا متعدد الوظائف، فهو يلعب دورًا هامًا في عملية انكسار الضوء في العين، وذلك يوجب على القرنية الحفاظ على شفافيتها للضوء. وتعمل القرنية أيضًا كحاجز لمنع وصول مسببات الأمراض إلى داخل العين، تلك الوظيفة تشبه بدرجة كبيرة وظيفة الأدمة والبشرة في حماية الأنسجة الداخلية لها التي تليها. تتم التفاعلات المناعية في القرنية بواسطة الأنسجة المحيطة الغنية بالأوعية الدموية، بالإضافة إلى الخلايا المناعية الداخلية التي تستوطن القرنية من الداخل.

## الصعوبات المناعية التي تواجه القرنية
تتمثل المهمة الرئيسية للقرنية في نقل وكسر أشعة الضوء من أجل توفير صور عالية الدقة في الجزء الخلفي من الشبكية، ولفعل هذا تحتوي القرنية على خيوط من الكولاجين، يبلغ سمك الخيط 30 نانومتر، متمركزة على بعد 60 نانومتر، وذلك لتقلل من تشتت الضوء. بالإضافة إلى ذلك فإن النسيج لا يحتوي على أوعية دموية ولا خلايا لمفاوية، ولا طرق مناعية أخرى بعيدًا عن الخلايا الجذعية. تلك العوامل تستلزم عدد قليل من الخلايا داخل القرنية، ولكنها تستلزم الإبقاء على خلايا مناعية على مسافة قريبة، تسبب تأخيرًا زمنيًا بين التعرض لمسبب المرض وبين الاستجابة المناعية من أجل التصدي له. ولذلك فإن العديد من الاستجابات المناعية والوقائية مثل الترطيب، والتغذية تأتي من أماكن أخرى مثل الملتحمة.

## الجهاز المناعي للقرنية

### الجهاز المناعي الفطري
يحمي من مسببات الأمراض والسموم عن طريق حاجز فطري ضدها، وهو يعتبر طريقة دفاعية أولية موجودة منذ الولادة. يضم الجهاز المناعي الفطري أيضًا الدموع، وخلايا النسيج الطلائي، وخلايا القرنية، وأعصاب القرنية، والإنترفيرونات.

### الجهاز المناعي التكيفي
أبرز ما يميزه أنه متخصص ومتطور أكثر من الجهاز المناعي الفطري، وهو يضم مسارات من الخلايا تتحكم بها خلايا لانجرهانس في القرنية. تعتبر خلايا لانجرهانس خلايا مقدمة للمستضد تقوم بالتقاط مسببات الأمراض لتولد استجابة مناعية. تلك الاستجابة المناعية الخلوية تدوم لمدة أقل بكثير لكنها فعالة أكثر، وقد تسبب ضررًا للأنسجة المحيطة بها، ينتج عنه في النهاية ضرر في الرؤية.

## الغشاء المخاطي المرتبط بالأنسجة اللمفاوية
يتكون الغشاء المخاطي المرتبط بالأنسجة اللمفاوية من شبكة من الخلايا اللمفاوية. وهو مكون رئيسي للأعضاء المحتوية على مخاط، مثل الموجودة في الممر التنفسي، والهضمي، والتناسلي، والبصري، لكن دور الغشاء المخاطي المرتبط بالأنسجة اللمفاوية في النظام المناعي للعين ما زال غير معروف بالكامل. ولكن أيضًا من المعروف أن الغدد الدمعية والشبكية تشاركان في النظام المناعي للعين عن طريق إفراز أجسام مضادة وأنسجة لمفاوية.

## دور الشبكية في المناعة
تقوم الشبكية بتغطية الصلبة (بياض العين، وهي طبقة ليفية معتمة خارجية لعماية العين)، والجفون من الداخل، وتوفر الغذاء للأنسجة التابعة لها والمحيطة بها. تعد الشبكية أحد أقرب الأنسجة الدموية للقرنية، كما أنها توفر مصدر كبير للمواد التي تشارك في المناعة للقرنية، حيث تنتج الشبكية غلوبيولين مناعي A مثل الغدد الدمعية، وأيضًا تحتوي على خلايا أكولة كبيرة، وخلايا حبيبية متعادلة، وخلايا صارية، وخلايا لمفاوية، وغيرها.

## دور الدموع في المناعة
تتكون الدموع من 3 طبقات :
• طبقة دهنية.
• طبقة مائية.
• طبقة من الميوسين.

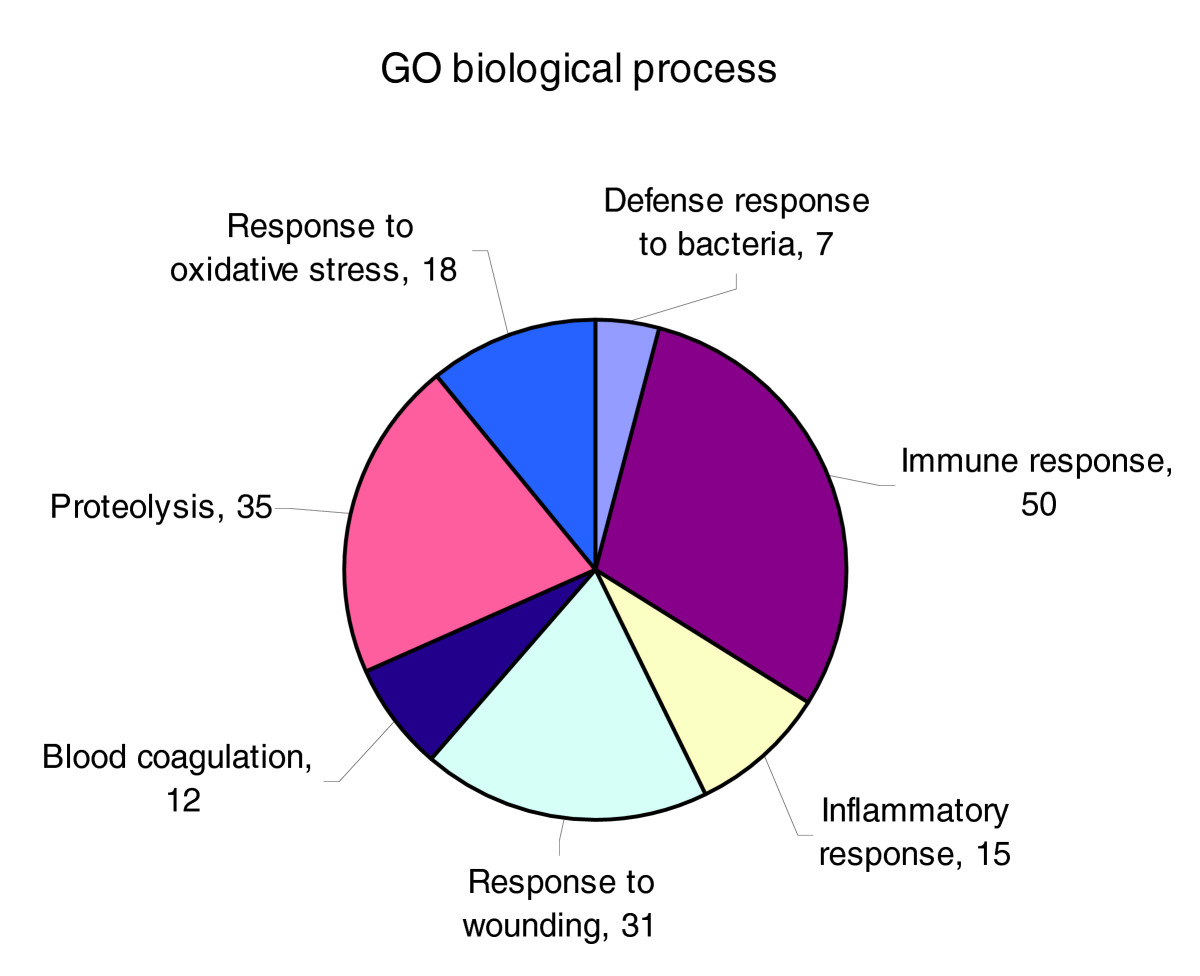
العمليات الحيوية التي تنشط عند إفراز الدموع (مبني على بيانات علم الوجود الجيني)

تقوم تلك الطبقات معًا بخلق سطح ناعم من أجل تسهيل عملية كسر الضوء، وتشحيم الجفن لتسهيل حركته، والنقل اللا نشط لبعض الغازات مثل الأكسجين و ثاني أكسيد الكربون، وحماية القرنية. وتقوم الدموع بحماية القرنية عن طريق تبليل خلايا النسيج الطلائي الموجودة في القرنية لتجعلها بيئة رطبة فتمنعها من الجفاف والضعف.
تتميز الطبقة المائية من الدموع بخصائص مضادة للميكروبات وذلك يرجع لاحتوائها على ليزوزيم، ولاكتوفرين، وليبوكالين، وبيتاليسين. تلك المواد تلعب دورًا كبيرًا في المناعة حيث تقوم بهضم جدران خلايا البكتريا، والوقاية من البكتريا والفيروسات المسببة للالتهابات، والوقاية من التسمم. بالإضافة إلى ذلك فإن الدموع تقوم بنقل خلايا الدم البيضاء إلى سطح القرنية لتقوم بغسلها وإزالة المواد السامة وتنظيف سطح القرنية. تحتوي الدموع أيضًا على أجسام مضادة من النوع A بتركيزات تفوق تركيزاتها في بلازما الدم بكثير.

## دور الخلايا الطلائية في المناعة
تشكل الخلايا الطلائية بالقرنية حاجزًا لمنع الميكروبات من الوصول إلى داخل العين وذلك عن طريق إفراز السيتوكين.

## دور أعصاب القرنية في المناعة
تلعب أعصاب القرنية دورًا هامًا في النظام المناعي للعين حيث تحدد وجود أجسام غريبة على سطح القرنية أم لا، فإذا تم اكتشاف جسم غريب تحدث ردود أفعال انعكاسية مثل زيادة إفراز الدموع، وزيادة معدل الرمش، وإطلاق النيوروببتيد الذي يقوم بتنشيط السيتوكين.